# Hemeroplanes diffusa
Hemeroplanes diffusa là một loài bướm đêm thuộc họ Sphingidae.